# Evacuate the Dancefloor
Evacuate the Dancefloor är ett studioalbum av den tyska musikgruppen Cascada. Det gavs ut den 3 juli 2009 och innehåller 11 låtar.

## Låtlista
| Nr  | Titel                      | Längd |
| --- | -------------------------- | ----- |
| 1.  | Evacuate the Dancefloor    | 3:26  |
| 2.  | Hold On                    | 2:56  |
| 3.  | Everytime I Hear Your Name | 3:12  |
| 4.  | Ready Or Not               | 3:00  |
| 5.  | Fever                      | 3:20  |
| 6.  | Hold Your Hands Up         | 3:43  |
| 7.  | Breathless                 | 3:10  |
| 8.  | Dangerous                  | 2:59  |
| 9.  | Why You Had to Leave       | 3:37  |
| 10. | What About Me              | 3:11  |
| 11. | Draw the Line              | 3:55  |

## Listplaceringar
| Lista               | Topplacering |
| ------------------- | ------------ |
| Belgien (Flandern)  | 66           |
| Belgien (Vallonien) | 60           |
| Frankrike           | 19           |
| Nederländerna       | 69           |
| Norge               | 17           |
| Nya Zeeland         | 28           |
| Schweiz             | 36           |
| Österrike           | 15           |